# Ione Belarra

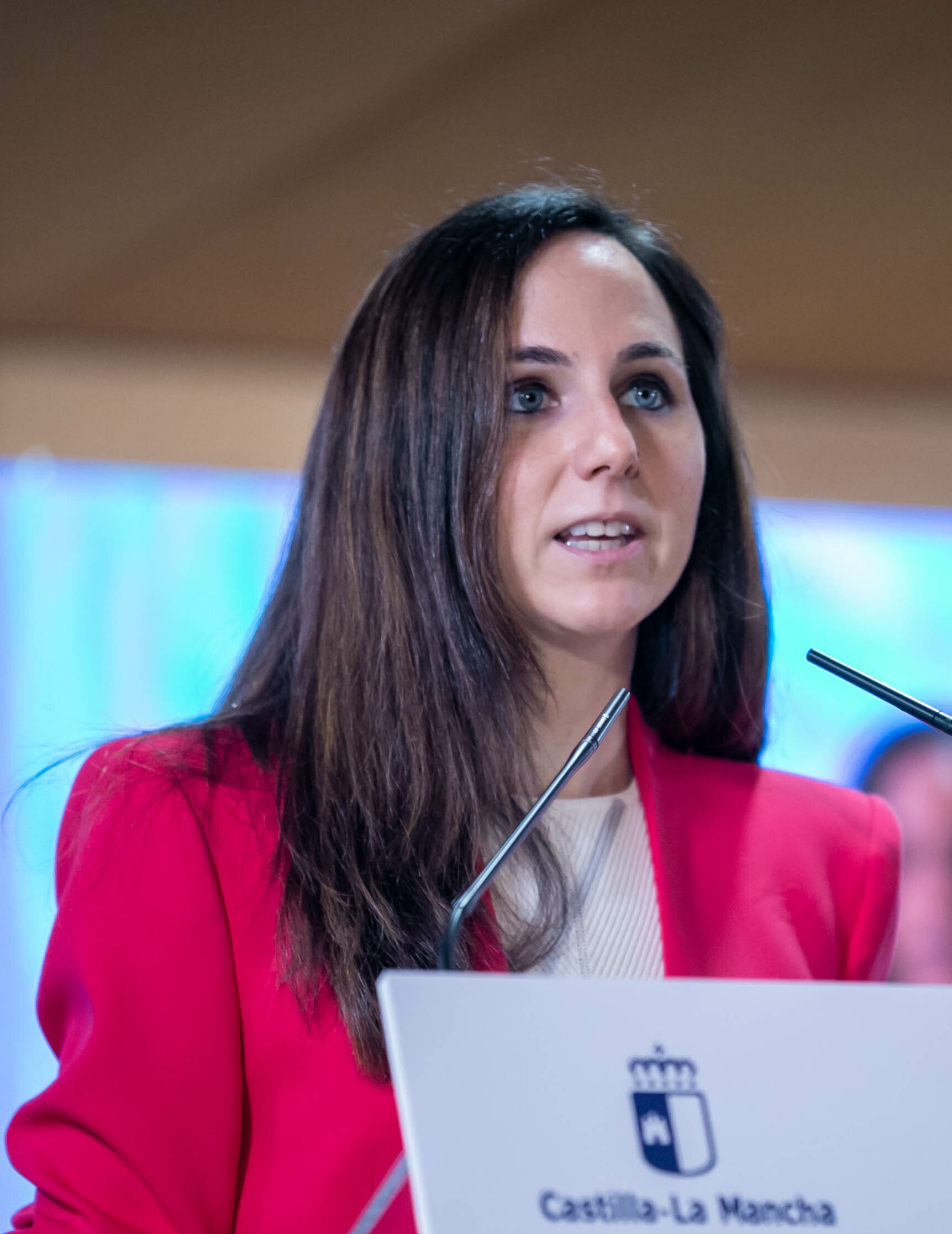
Ione Belarra, 2021

Ione Belarra Urteaga (* 25. September 1987 in Pamplona) ist eine spanische Psychologin und Politikerin. Sie ist Generalsekretärin von Podemos und gehört seit 2014 zu ihrem Nationalen Bürgerrat. Seit 2016 ist sie Abgeordnete im spanischen Parlament. Zwischen 2021 und 2023 war sie Ministerin für Soziale Rechte und die Agenda 2030,  zwischen 2020 und 2021 Staatssekretärin desselben Ministeriums.

## Familie und Ausbildung
Sie wurde in Pamplona als Tochter einer Rechtsanwältin und eines Psychologen geboren. Sie hat eine Schwester. Sie besuchte dort die Schule und erwarb den Hochschulzugang. Dann begann sie ein Psychologiestudium an der Autonomen Universität Madrid. Sie erreichte den Grado Superior en Integración social (Höheren Abschluss sozialer Integration), hat einen Abschluss in Psychologie und einen Master-Abschluss in Pädagogischer Psychologie. Sie hat beim Roten Kreuz, bei der spanischen Kommission für Flüchtlingshilfe, beim Ministerium für Bildung, Kultur und Sport und an der Autonomen Universität Madrid gearbeitet. Mit ihrem Partner Ignacio Eduardo Ramos Delgado hat sie zwei Kinder.

## Politisches Leben

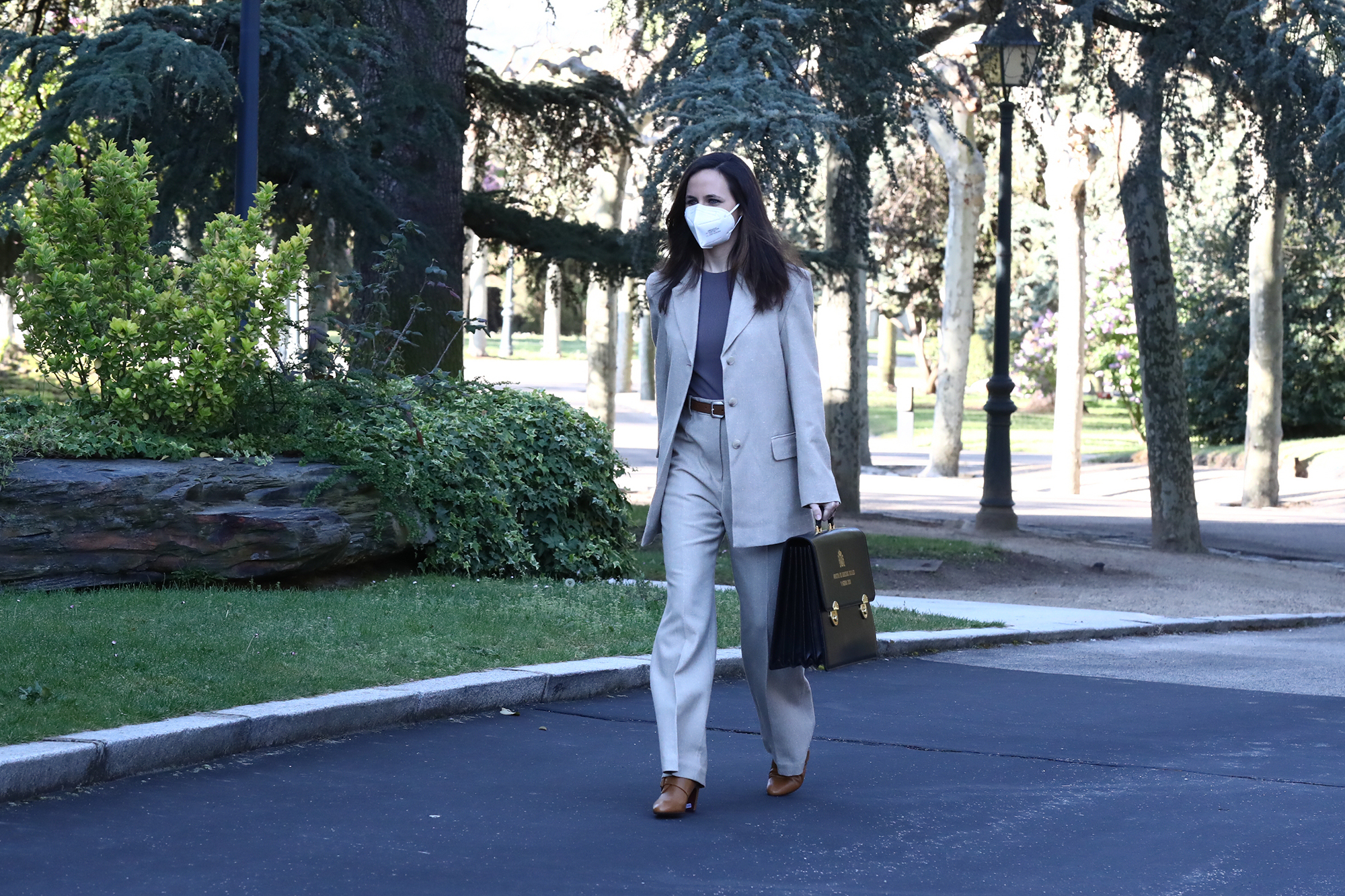
Als Ministerin, 2021

Sie wurde für die Wahlen vom 20. Dezember 2015 zur Spitzenkandidatin der Podemos-Liste für Navarra gewählt und ist seit der XI. Legislaturperiode ab 2016 Mitglied des spanischen Parlaments. Am 18. Februar 2017 wurde sie zur stellvertretenden Sprecherin der Fraktion von Unidos Podemos-En Comú Podem-En Marea gewählt und gehörte zu den Mitgliedern der „Podemos-Schattenregierung“. In der Koalitionsregierung zwischen PSOE und Unidas Podemos wurde Ione Belarra zur Staatssekretärin für die Agenda 2030 ernannt. Sie trat ihr Amt am 22. Januar 2020 an. Nach dem Ausscheiden von Pablo Iglesias im März 2021 aus der Regierung übernahm Belarra das Ministerium für Soziale Rechte und Agenda 2030. Sie trat ihr Amt am 31. März an.
Am 13. Juni 2021 wurde sie mit 88,69 % der Stimmen in einem Mitgliedervotum neue Generalsekretärin von Podemos und löste Pablo Iglesias ab.
Mit Blick auf die Parlamentswahlen am 23. Juli 2023 erklärte sich Podemos bereit, der Movimiento-Sumar-Wahlkoalition beizutreten. Ione Belarra stand an fünfter Stelle auf Sumars Wahlliste für den Wahlbezirk Madrid und wurde erneut ins Parlament gewählt, verlor aber ihr Ministeramt. Podemos hatte bei der Kandidatenaufstellung durch einen internen Auswahlprozess nach Vorgaben der Sumar-Führung aussichtsreiche Listenplätze verloren. Um überhaupt noch in der spanischen Politik wahrgenommen zu werden, verließen die verbliebenen 5 Podemos-Abgeordneten nach den Wahlen am 5. Dezember 2023 die Sumar-Fraktion und wurden Teil der „Gemischten Gruppe“ („Grupo mixto“).

## Das Tierwohlgesetz (Ley de Bienestar Animal)
Nachdem der Ministerrat den Entwurf am 18. Februar 2022 genehmigt hatte, verabschiedete er am 1. August das von Ione Belarra vorgeschlagene Tierschutzgesetz, das darauf abzielte, Tierquälerei wirksam zu bestrafen, Aussetzungen zu bekämpfen und Taubenschießen und Hahnenkämpfe zu verbieten. Einen Monat später legte die PSOE-Fraktion im Abgeordnetenhaus einen Änderungsantrag vor, um den Anwendungsbereich des Textes einzuschränken und Tiere im Zusammenhang mit der Jagd auszuschließen, was von Unidas Podemos scharf kritisiert wurde.
Trotz dieser Meinungsverschiedenheit stimmten die beiden Parteien am 6. Oktober im Kongress gemeinsam dafür, die von der Volkspartei (PP), Vox und der Baskischen Nationalistischen Partei (EAJ/PNV) vorgelegten Anträge auf Ablehnung des Gesetzentwurfs abzulehnen.

## Einordnung und Wirken
Ione Belarra übernahm eine im Niedergang begriffene Partei. Auch unter ihrer Führung gelang es nicht, bei den Kommunal- und Regionalwahlen im Frühjahr 2023 einen Rechtsruck und Stimmverluste zu verhindern. So trat Unidas Podemos unter für sie ungünstigen Umständen in die Parteien- und Bewegungskolition Sumar ein. Ione Belarra schaffte es nicht, sich als eigenständig führende Vorsitzende zu etablieren. Sie galt als eine Vertraute von Irene Montero und Pablo Iglesias. Von daher war es konsequent, dass Irene Montero nach ihrer Entlassung als Ministerin Anfang Dezember 2023 das politische Sekretariat der Partei übernahm, so dass heute quasi eine Doppelführung im Amt ist.

## Veröffentlichungen (Auswahl)
- Karmele Mendoza Pérez, Ione Belarra, David Poveda, Marta Morgade Salgado: Experiencia: Geografías de la adolescencia en el área de Madrid. In: La uni en la calle: Libro de textos. La Marea Ediciones, 2013, ISBN 978-84-616-6181-7, S. 254–255.
- Ione Belarra, Marta Morgade Salgado, David Poveda:  Hacia la educación intercultural: Un largo camino de ida y vuelta. In: Temas educativos en el punto de mira (Hrsg.: María Asunción Manzanares Moya), Cuadernos de Pedagogía (2012), ISBN 978-84-9987-076-2, S. 159–186.
- Ione Belarra: Construcción de subjetividades en tiempos de emprendimiento. in: Revista de Estudios de Juventud 107 (2015),  ISSN-e 0211-4364, S. 149–164.
- Karmele Mendoza Pérez, Ione Belarra Urteaga, Adrián Javier Bustos Caballero: Repensando el proceso: propuestas críticas para la educación social desde la perspectiva socio-constructivista.  In: RES : Revista de Educación Social Nr. 19 (2014),  ISSN-e 1698-9010 Digitalisat.
- Ione Belarra: Rezension: Modernisation of Higher Education in Europe : access, retention and employability. In: Revista Española de Educación Comparada (España) 23 (2014), S. 291 f. Digitalisat.
- Karmele Mendoza Pérez, Ione Belarra: Menores Migrantes en Bizkaia. In: Revista Internacional de Estudios Migratorios (RIEM) Vol. 5, Nr. 2, ISSN-e 2173-1950, S. 227–259.